# Cratere Ánarr
Ánarr è un cratere sulla superficie di Callisto.